# Hudson Hawk
Hudson Hawk este un film american de comedie și de acțiune din 1991 regizat de Michael Lehmann. Rolurile principale au fost interpretate de actorii  Bruce Willis, Danny Aiello, Andie MacDowell, James Coburn, David Caruso, Lorraine Toussaint, Frank Stallone, Sandra Bernhard și Richard E. Grant. A „beneficiat” de Zmeura de Aur pentru cel mai prost film. Filmul a avt un buget de 65 milioane $ dar a avut încasări de doar 17 milioane $.

## Distribuție
- Bruce Willis - Eddie Hawkins/Hudson Hawk[6]
- Danny Aiello - Tommy "Five-Tone" Messina
- Andie MacDowell - Anna Baragli
- James Coburn - George Kaplan
- Sandra Bernhard - Minerva Mayflower
- Richard E. Grant - Darwin Mayflower
- Donald Burton - Alfred
- Andrew Bryniarski - Butterfinger
- David Caruso - Kit Kat
- Lorraine Toussaint - Almond Joy
- Don Harvey - Snickers
- Doug Martin - Igg
- Steve Martin - Ook
- Leonardo Cimino - Cardinal
- Frank Stallone - Cesar Mario
- Carmine Zozzara -Antony Mario
- Enrico Lo Verso - Apprentice
- Leonardo Cimino - Cardinal
- Frank Welker - Bunny the Dog (voce)
- William Conrad - Narator